# Liste der Staatsminister von Monaco
Die Liste der Staatsminister von Monaco umfasst alle Regierungschefs von Monaco seit Februar 1911.

## Liste der Staatsminister
| Name                                   | Lebensdaten | Amtszeit                                |
| -------------------------------------- | ----------- | --------------------------------------- |
| Émile Flach                            | 1853–1926   | Februar 1911 – Dezember 1917            |
| Georges Jaloustre (kommissarisch)      | 1875–1951   | Januar 1918 – Februar 1919              |
| Raymond Le Bourdon                     | 1861–1937   | 19. Februar 1919 – 11. August 1923      |
| Maurice Piette                         | 1871–1953   | 11. August 1923 – Januar 1932           |
| Henri Mauran (1. Mal, kommissarisch)   | 1899–1983   | Januar 1932 – Juni 1932                 |
| Maurice Bouillaux-Lafont               | 1875–1937   | Juni 1932 – Juni 1937                   |
| Henri Mauran (2. Mal, kommissarisch)   | 1899–1983   | Juni 1937 – August 1937                 |
| Émile Roblot                           | 1886–1963   | 15. September 1937 – 29. September 1944 |
| Pierre Blanchy (1. Mal, kommissarisch) |             | 29. September 1944 – 13. Oktober 1944   |
| Pierre de Witasse                      | 1878–1956   | 13. Oktober 1944 – Dezember 1948        |
| Pierre Blanchy (2. Mal, kommissarisch) |             | 4. Januar 1949 – 12. Juli 1949          |
| Jacques Léon Rueff                     | 1896–1978   | 12. Juli 1949 – 1. August 1950          |
| Pierre Voizard                         | 1896–1982   | 1. August 1950 – 2. September 1953      |
| Henry Soum                             | 1899–1983   | 15. November 1953 – 12. Februar 1959    |
| Émile Pelletier                        | 1898–1975   | 12. Februar 1959 – 23. Januar 1962      |
| Pierre Blanchy (3. Mal, kommissarisch) |             | 23. Januar 1962 – 16. August 1963       |
| Jean Reymond                           | 1912–1986   | 16. August 1963 – 28. Dezember 1966     |
| Paul Demange                           | 1906–1970   | 28. Dezember 1966 – 1. April 1969       |
| François-Didier Gregh                  | 1906–1992   | 1. April 1969 – 24. Mai 1972            |
| André Saint-Mleux                      | 1920–2012   | 24. Mai 1972 – Juli 1981                |
| Jean Herly                             | 1920–1998   | Juli 1981 – 16. September 1985          |
| Jean Ausseil                           | 1925–2001   | 16. September 1985 – 16. Februar 1991   |
| Jacques Dupont                         | 1929–2002   | 16. Februar 1991 – 2. Dezember 1994     |
| Paul Dijoud                            | * 1938      | 2. Dezember 1994 – 3. Februar 1997      |
| Michel Lévêque                         | * 1933      | 3. Februar 1997 – 1. Januar 2000        |
| Patrick Leclercq                       | * 1938      | 1. Januar 2000 – 1. Juni 2005           |
| Jean-Paul Proust                       | 1940–2010   | 1. Juni 2005 – 29. März 2010            |
| Michel Roger                           | * 1949      | 29. März 2010 – 16. Dezember 2015       |
| Gilles Tonelli (interimistisch)        | * 1957      | 16. Dezember 2015 – 1. Februar 2016     |
| Serge Telle                            | * 1955      | 1. Februar 2016 – 31. August 2020       |
| Pierre Dartout                         | * 1954      | 1. September 2020 – 2. September 2024   |
| Didier Guillaume                       | 1959–2025   | 2. September 2024 – 10. Januar 2025     |
| Isabelle Berro (kommissarisch)         | * 1965      | 10. Januar 2025 – 21. Juli 2025         |
| Christophe Mirmand                     | * 1961      | seit 21. Juli 2025                      |